# Центральный университет Венесуэлы
Центральный университет Венесуэлы (исп. Universidad Central de Venezuela; UCV) — главный публичный университет Венесуэлы, расположенный в её столице Каракасе. Основанный в 1721 году он является первым университетом в Венесуэле и одним из старейших во всём западном полушарии.
Главный университетский кампус, Университетский городок в Каракасе, был построен по проекту архитектора Карлоса Рауля Вильянуэвы и считается шедевром современного градостроительства. В 2000 году Университетский городок вошёл в список Всемирного наследия ЮНЕСКО.

## История

### Начало
Своё начало университет берёт от монаха Антонио Гонсалеса де Акуньи (1620—1682), перуанского епископа, обучавшегося теологии в Университете Сан-Маркос и основавшего в 1673 году Семинарию Святой Розы Лимской в Каракасе. Семинария была названа так в честь первой католической святой, родившейся в Америке. В последующие годы монах Диего де Баньос и Сотомайор расширил сферу деятельности духовной семинарии, создав Школу и семинарию Святой Розы Лимской в 1696 году. Однако, несмотря на создании семинарии, желавшие получить высшее образование местные студенты преодолевали большие расстояния, чтобы учиться в Санто-Доминго, Боготе или Мехико. Учитывая эти обстоятельства, ректор семинарии Франсиско Мартинес де Поррас и жители Каракаса отправили прошение к королевскому двору в Мадрид по созданию университета в Венесуэле, в то время бывшей частью вице-королевства Новая Гранада. В результате 22 декабря 1721 года король Испании Филипп V подписал в Лерме королевский декрет, по которому школа-семинария преобразовалась в Королевский и папский университет Каракаса (исп. Universidad Real y Pontificia de Caracas). Королевский декрет был подтверждён буллой 1722 года папы Иннокентия XIII. Университет предоставлял учёные степени в областях философии, теологии, канонического права и медицины. До 1810 года, когда Семинария Святого Бонавентуры (город Мерида) стала Андским университетом, Королевский и папский университет Каракаса оставался единственным высшим учебным заведением Венесуэлы.

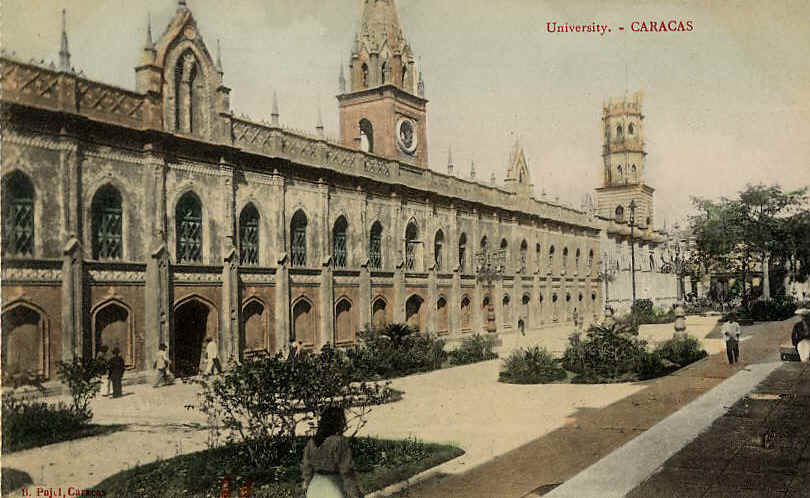
Старый кампус университета в 1911 году, в котором также располагалась Национальная библиотека Венесуэлы с 1833 года. Ныне здание известно как Дворец Академий (Palacio de las Academias)

### Республиканские годы
До конца XVIII века фактическое игнорирование в Венесуэле папской и королевской цензуры книг способствовало появлению и распространению в университете и стране в целом трудов Руссо, Вольтера, Дидро, Монтескьё, Локка, Гельвеция, Гроция, поступавшие сюда контрабандой на кораблях Гипускоанской компании.
Королевская конституция была заменена на Республиканские статуты, провозглашённые Симоном Боливаром 24 июня 1827 года. По новым законам университет приобретал светский характер.

### XX век

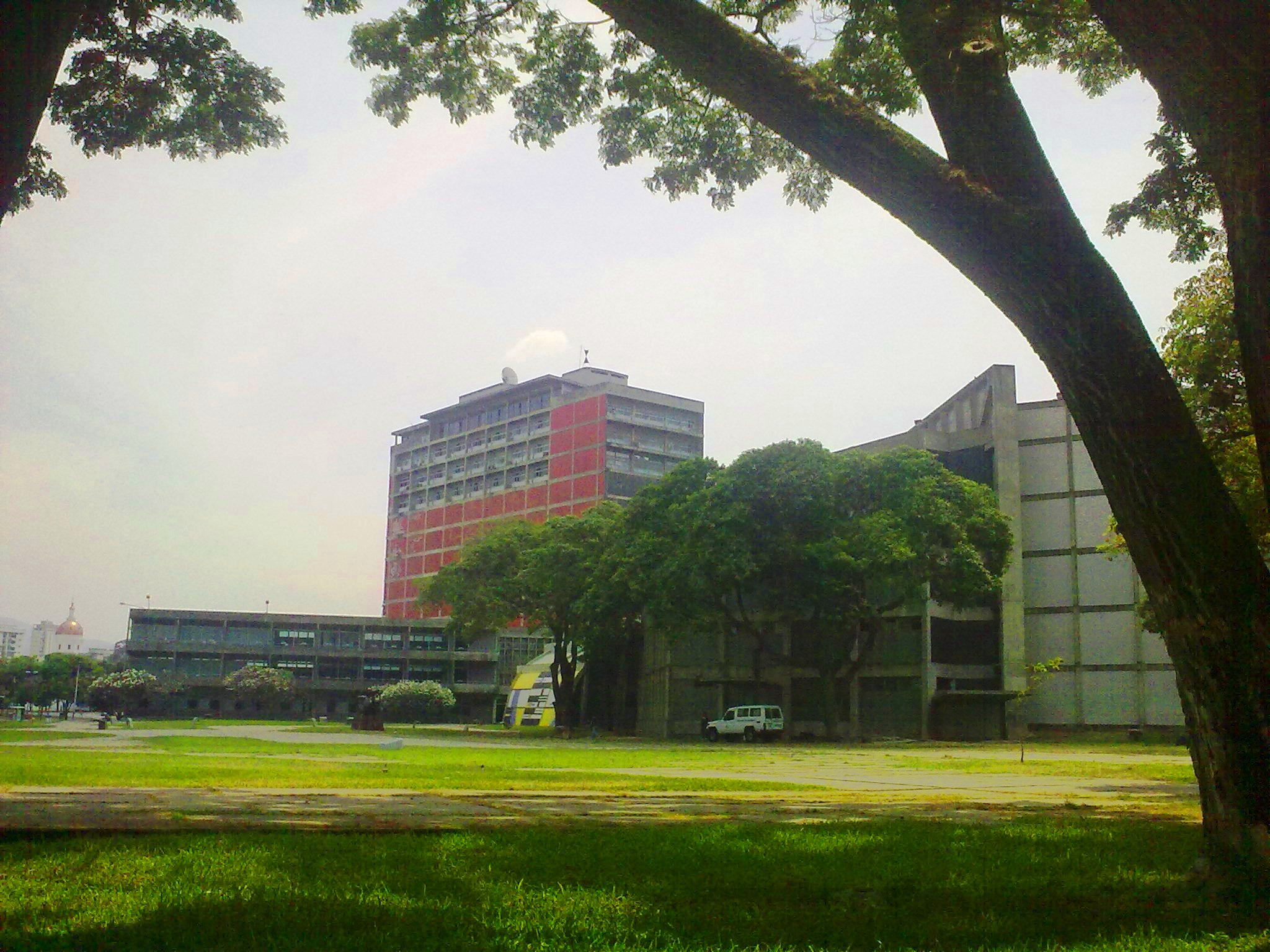
Центральная библиотека и Aula Magna

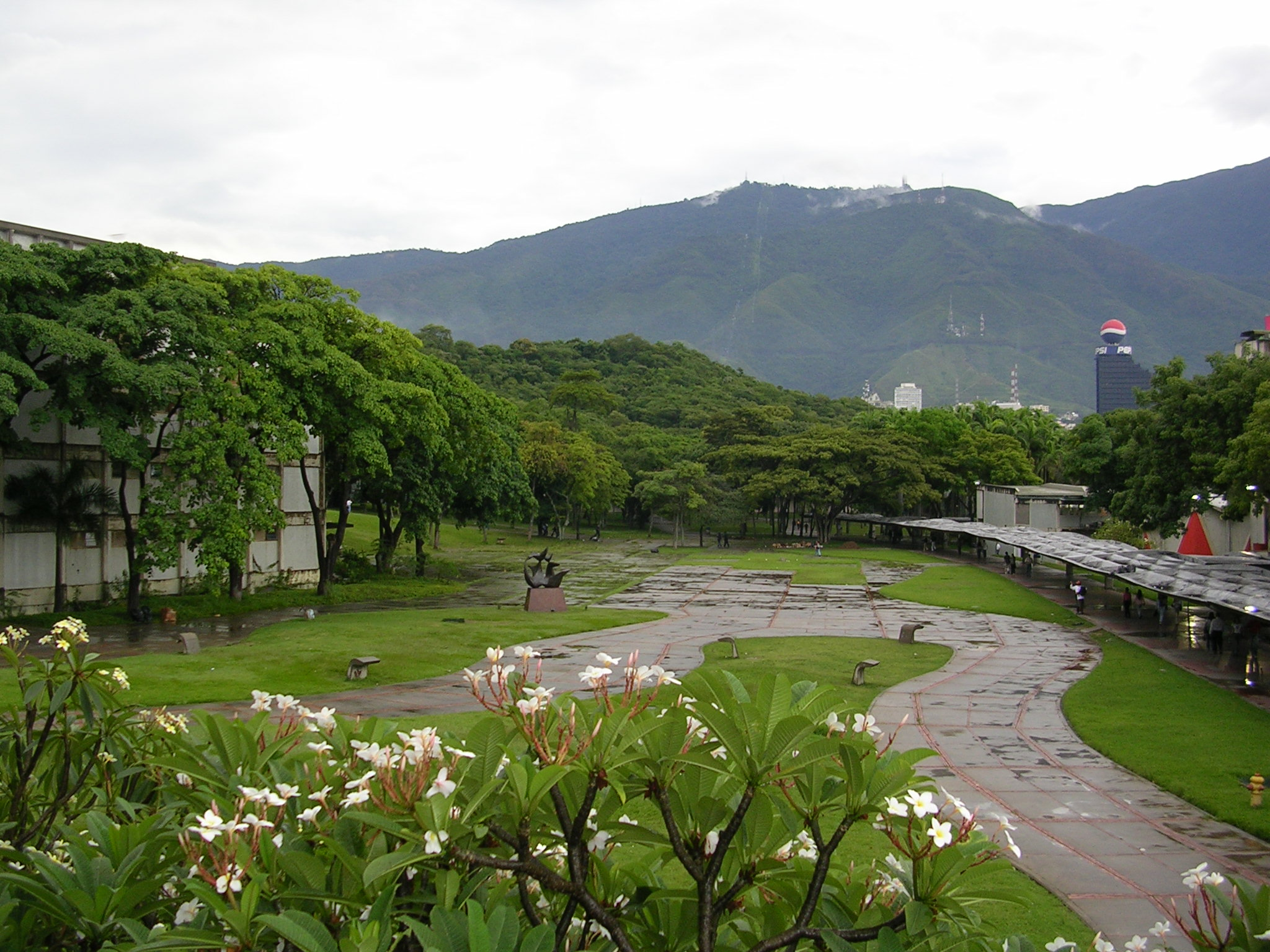
Университетский городок со стороны библиотеки

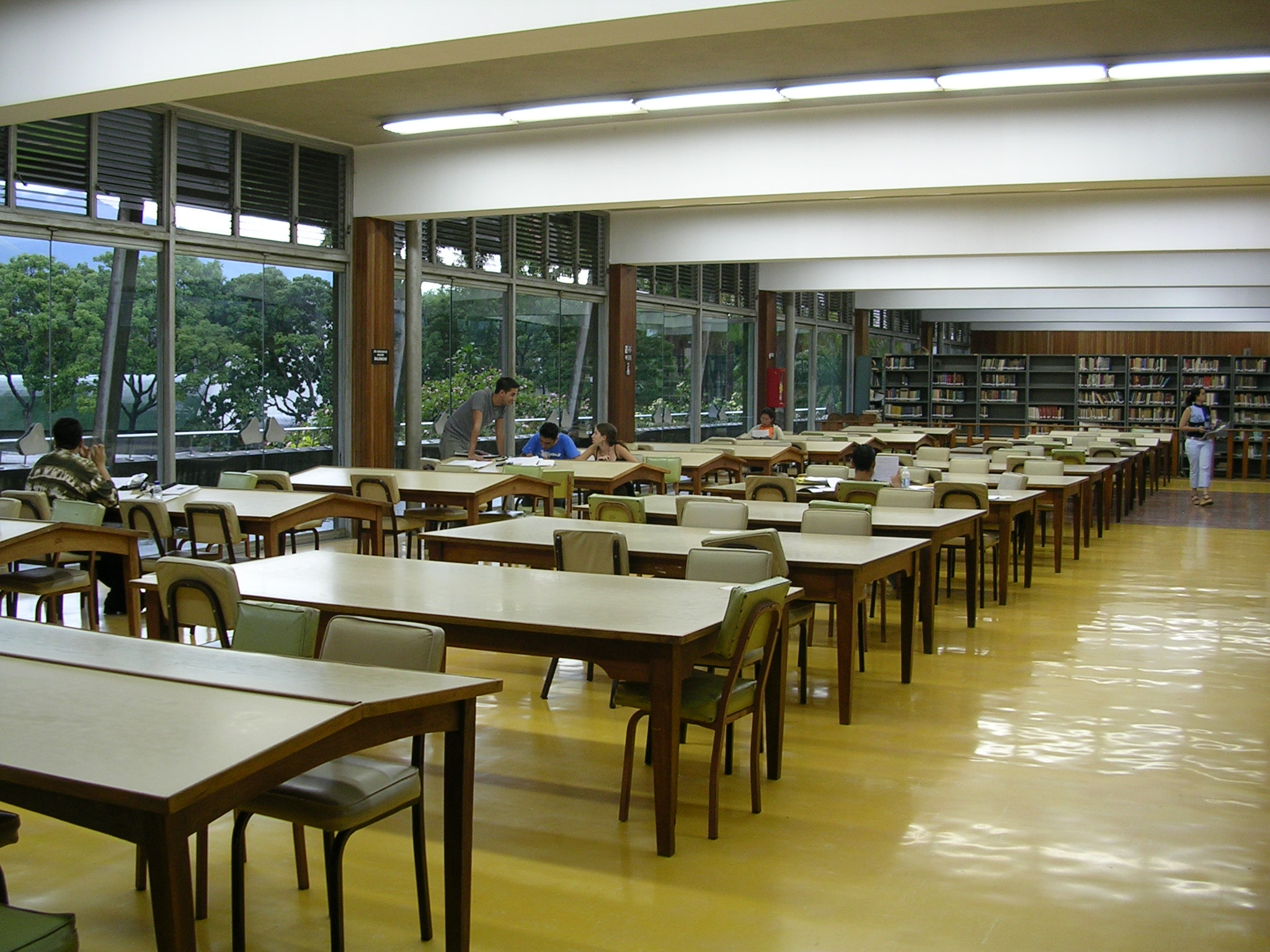
Центральная библиотека

В декабре 1908 года к власти в стране пришёл Хуан Висенте Гомес в результате переворота, свергнувшего правительство Сиприано Кастро. Гомес оставался у власти до своей смерти в 1935 году, в период своей диктатуры он амбивалентно относился к вопросам бесплатного образования, предпочитая в случаях необходимости приглашать в страну иностранных специалистов для решения тех или иных задач, университет же даже был закрыт в период с 1912 по 1922 год. Когда он был вновь открыт, ректор Фелипе Гевара Рохас реорганизовал традиционное деление университета лишь на несколько школ, дополнительно разделив их ещё и на департаменты.
1928 год стал важной вехой в истории университета, когда группа студентов, известная как Поколение 1928 года, организовала протестные акции во время «Студенческой недели», направленные против диктатуры и закончившиеся попыткой свержения Гомеса 7 апреля того же года. В эту группу входили известные в будущем Ромуло Бетанкур, Мигель Отеро Сильва, Хуан Опореса, Исаак Пардо и Родольфо Кинтеро. Большинство из них было заключено в тюрьму или оказалось в эмиграции, не сумев, таким образом, продолжить обучение в университете.
Университет продолжал находиться в авангарде демократизации страны, когда в 1936 году президент Элеасар Лопес Контрерас объявил о восстановлении конституционных гарантий и политических свобод, а также отмене цензуры под давлением массовых протестов. Ректор университета Франсиско Антонио Рискес возглавлял протесты на улицах Каракаса.
К 1942 году университет, не знавший за десятилетия своего существования значительных расширений, уже не мог удовлетворить потребности постоянно растущего количества студентов. Некоторые школы, к примеру, медицины, перебрались в другие здания Каракаса. Администрация президента Исайаса Медины Ангариты осознала необходимость перемещения университета на новое место, которое бы отвечало тогдашним требованиям и могло бы сконцентрировать все отделения университета на одной территории. Правительство приобрело Асьенду Ибарра (Hacienda Ibarra) и поручило проект архитектору Карлосу Раулю Вильянуэве.

## Организация университета
Университет подразделяется на 11 школ (факультетов) и 40 департаментов.
Все школы выдают степень бакалавра после 5 лет обучения в лиценциатуре, а также учёные степени магистра (2 года) и доктора философии (3-4 года) после обучения в Высшей школе. Высшая школа, основанная в 1941 году, предоставляет 222 различные специализации..

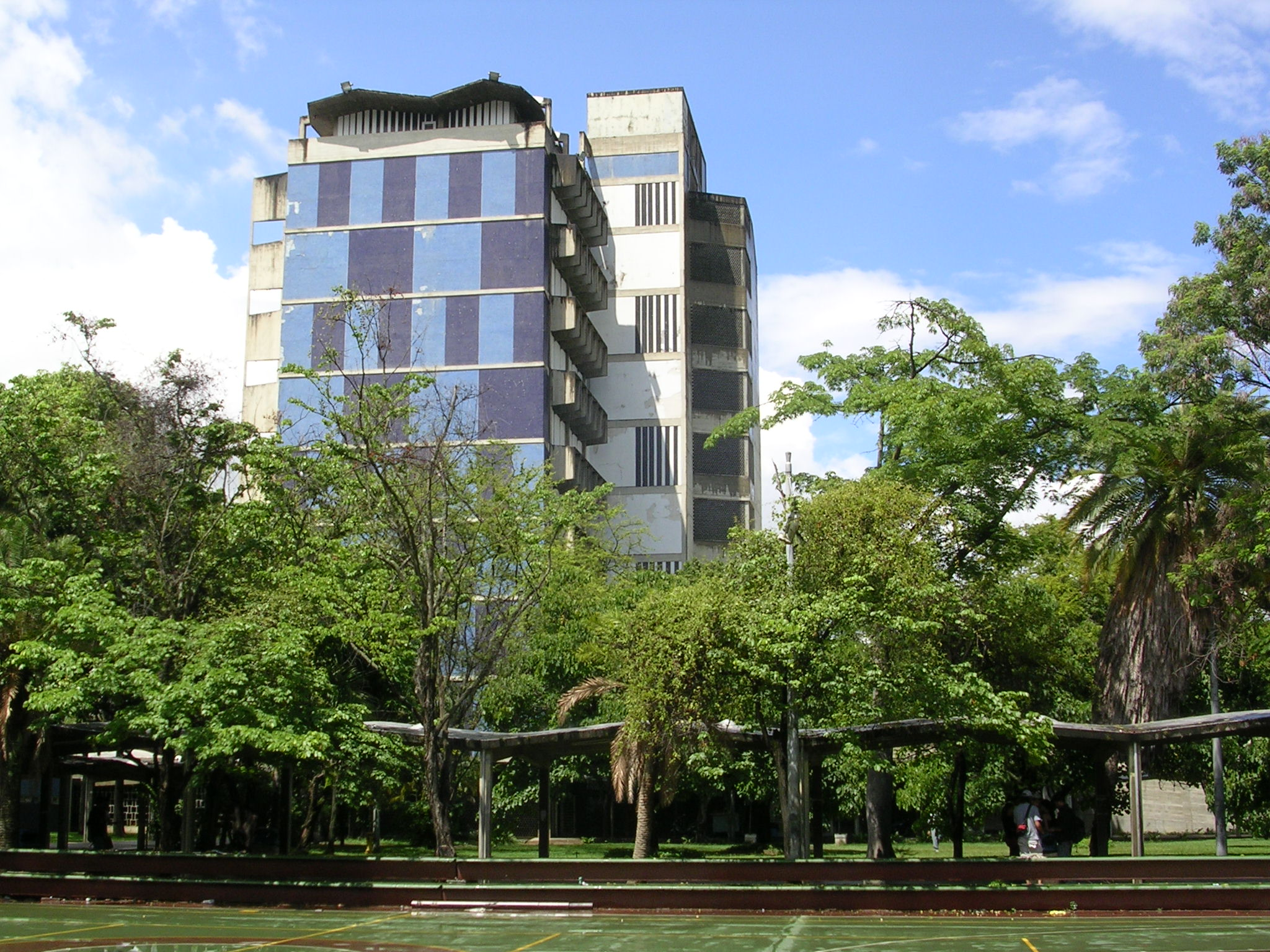
Школа архитектуры. Оформление Алехандро Отеро

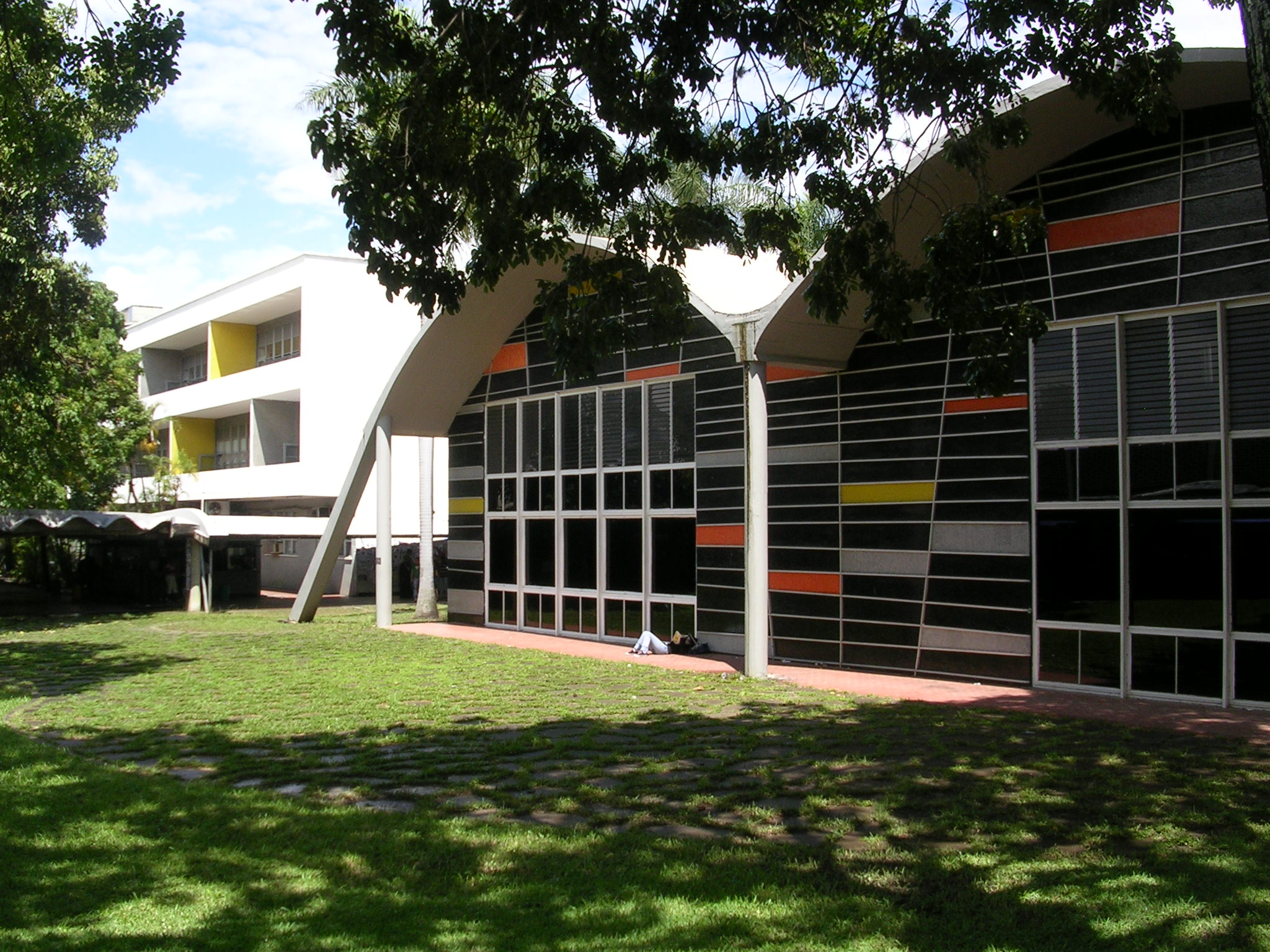
Школа инженерии. Оформление Алехандро Отеро

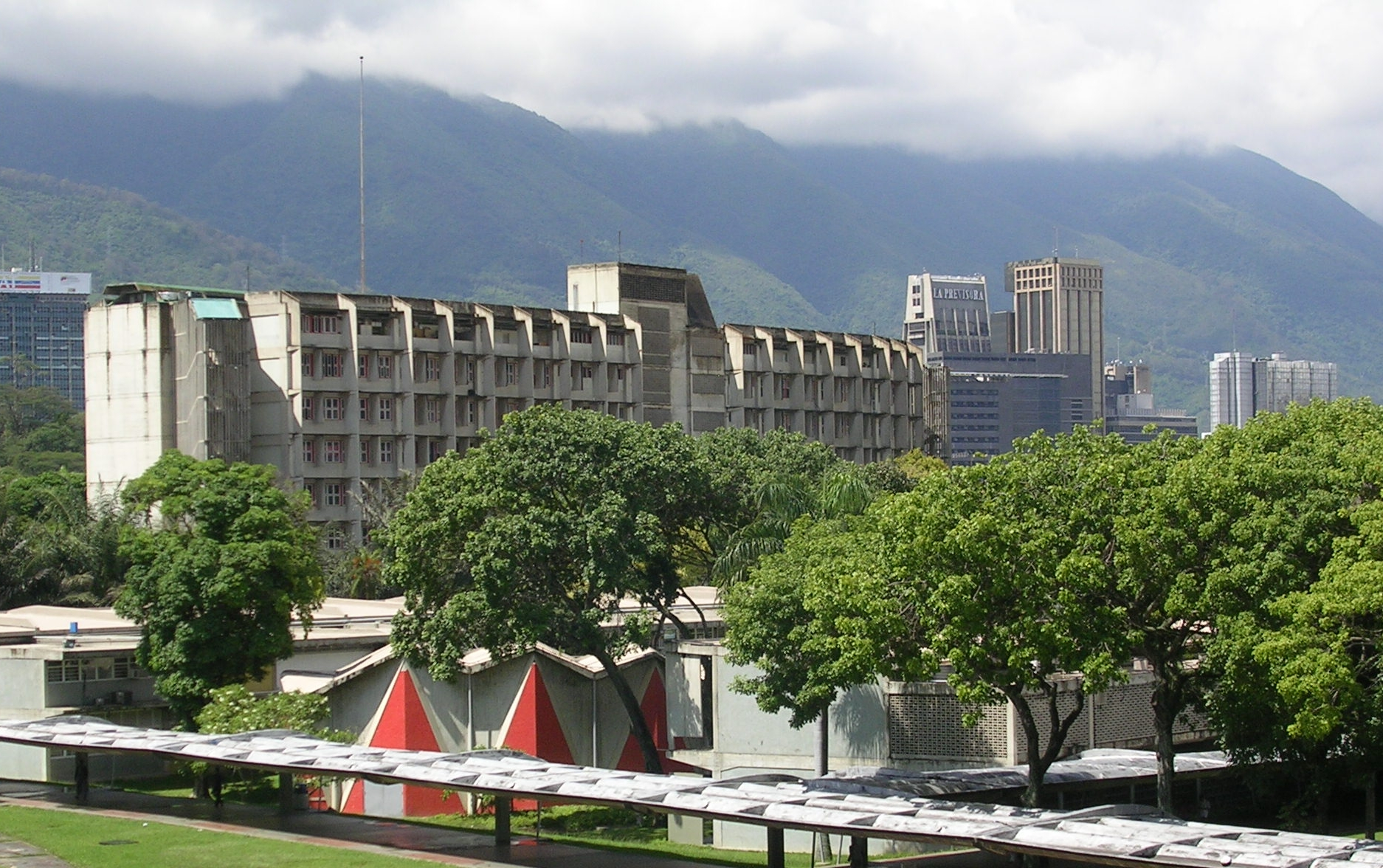
Школы гуманитарных, социальных наук и экономики

- Архитектура и городское планирование[4]
- Агрономия[5]
- Инженерия[6]
  - Гражданское строительство
  - Инженерная геодезия
  - Электротехника
  - Гидрометеорологическая инженерия
  - Геофизическая инженерия
  - Геологическая инженерия
  - Горная инженерия
  - Металлургическая инженерия
  - Механическая инженерия
  - Нефтяная инженерия
  - Химическая инженерия
- Гуманитарные науки и образование[7]
  - Искусство
  - Образование
  - История
  - Библиотековедение
  - Литература
  - География
  - Философия
  - Психология
  - Социальные коммуникации
- Современные языки
- Право и политика[8]
  - Право
  - Политология
- Медицина[9]
  - Биоанализ
  - Медицина
  - Диетология
  - Сестринское дело
- Социальные науки и экономика[10]
  - Антропология
  - Администрирование
  - Экономика
  - Международные исследования
  - Статистика
  - Социология
  - Социальная работа
- Стоматология[11]
- Фармацевтика[12]
- Наука[13]
  - Биология
  - Химия
  - Информатика
  - Геохимия
  - Физика
  - Математика
- Ветеринария[14]

## Известные выпускники

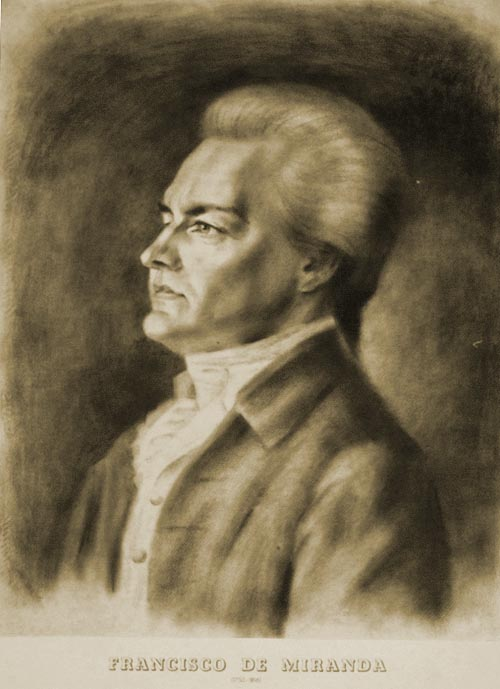
Франсиско Миранда

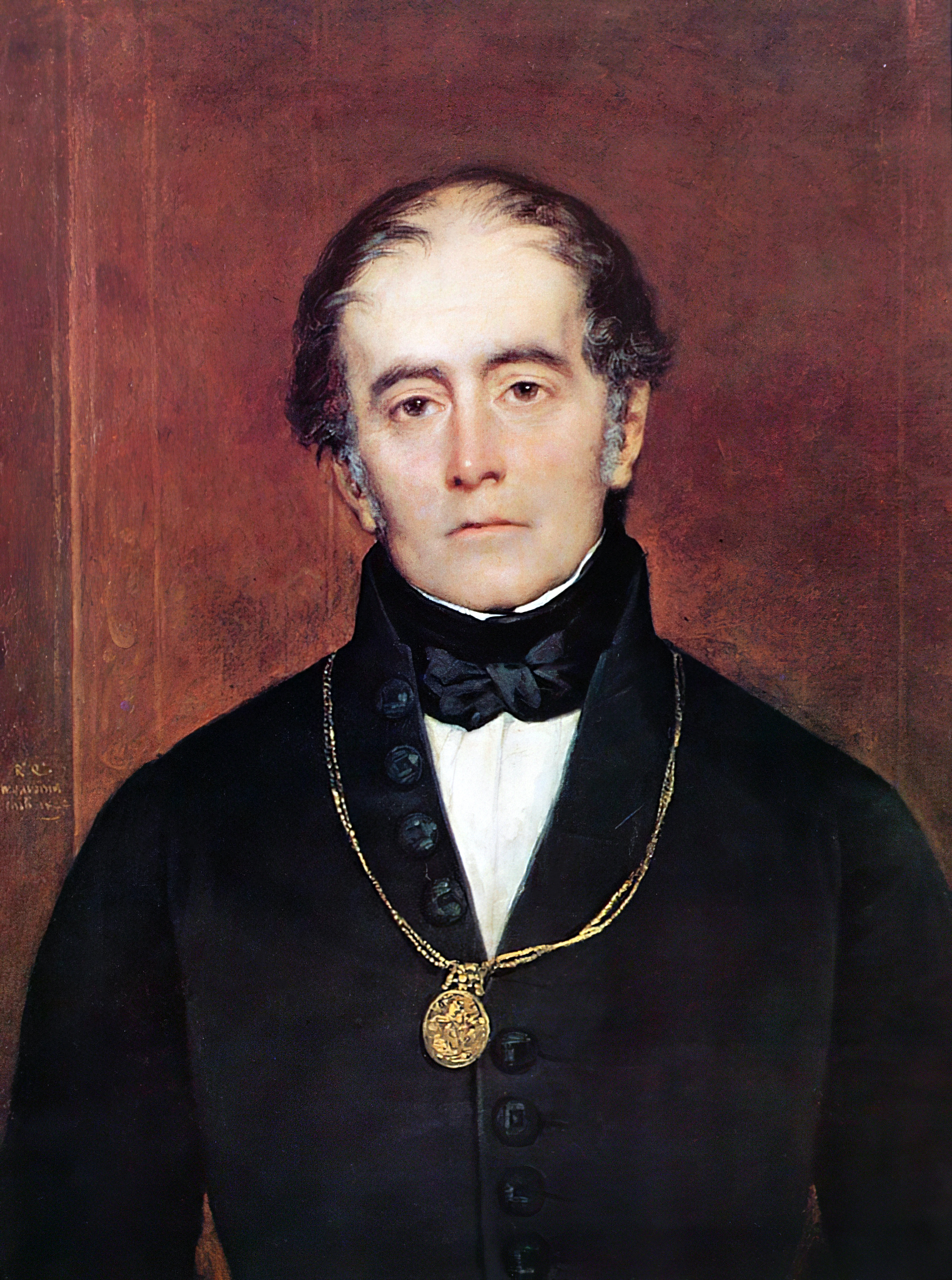
Андрес Бельо

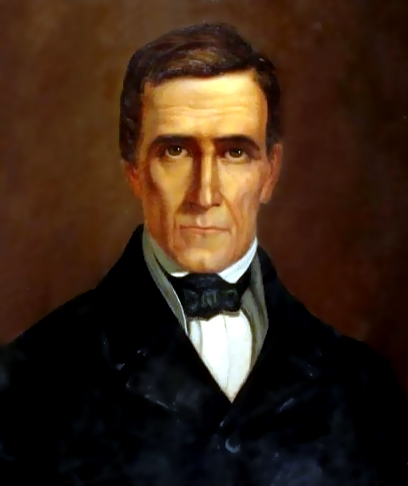
Хосе Мария Варгас

### Гуманитарии
- Франсиско Миранда (1750—1816) генерал, политический мыслитель.
- Андрес Бельо (1781—1865) поэт, государственный деятель, писатель, основоположник латиноамериканской филологии.
- Хуан Эрман Россио (1763—1821) юрист, главный редактор Декларации независимости Венесуэлы.
- Андрес Элой Бланко (1896—1955) поэт.
- Мигель Отеро Сильва (1908—1985) писатель, журналист и сооснователь газеты «El Nacional».
- Мария Тереса Кастильо (1908—2012) журналист, активист, политик и основатель Атенео Каракаса.
- Альберто Баррера Тышка (род. 1960) писатель.
- Марго Бенасерраф (1926—2024) кинорежиссёр.

### Учёные
- Хосе Грегорио Эрнандес (1864—1919) врач.
- Хосе Гонсалес-Ландер (1933—2000) инженер, главный конструктор метрополитена Каракаса.
- Альфредо Ян (1867—1940) инженер, антрополог.
- Мануэль Нуньес Товар (1878—1925) натуралист, исследователь, паразитолог и энтомолог.
- Луис Расетти (1862—1932) врач.
- Рафаэль Вильявисенсио (1832—1920) врач.

### Политики
- Барриос Бустильос, Гонсало (1902—1993) — политический и государственный деятель.
- Карлос Бенито Фигередо (1857—1935) — журналист, политик и дипломат.
- Альфредо Пенья (1944—2016) — журналист, член конституционной ассамблеи, подготовившей проект Конституции Венесуэлы 1999 года, мэр Каракаса (2000).
- Теодоро Петков (1932—2018) — конгрессмен, один из основателей политической партии Движение к социализму и главный редактор газеты «Tal Cual».
- Али Родригес (1937—2018) — генеральный секретарь ОПЕК (2000) и глава государственной нефтегазовой компании PDVSA.
- Ирене Саэс (род. 1961) — мэр Чакао, губернатор штата Нуэва-Эспарта, Мисс Вселенная 1981.

### Президенты Венесуэлы
- Хосе Мария Варгас, (ректор, преподаватель и выпускник) учёный (1835—1836).
- Андрес Нарварте, юрист (1836—1837).
- Педро Гуаль, юрист (1859, 1861).
- Гильермо Телль Вильегас, юрист (1868—1869, 1870, 1892).
- Гильермо Телль Вильегас Пулидо, юрист (1892).
- Антонио Гусман Бланко, юрист (1879—1884).
- Раймундо Андуэса Паласио, юрист (1890—1892).
- Хосе Хиль Фортуль, политолог (1913—1914).
- Хуан Баутиста Перес, юрист (1929—1931).
- Ромуло Бетанкур, (не закончил) (1945—1948).
- Ромуло Гальегос, (не закончил) писатель (1948).
- Херман Суарес Фламерич, (также преподаватель) юрист (1950—1952).
- Эдгар Санабриа, (также преподаватель) юрист (1959).
- Рауль Леони, (не закончил) (1964—1969).
- Рафаэль Кальдера, (также преподаватель) политолог (1969—1974), (1994—1999).
- Карлос Андрес Перес, (не закончил) (1974—1979), (1989—1993).
- Луис Эррера Кампинс, (не закончил) (1979—1984).
- Хайме Лусинчи, врач (1984—1989).
- Рамон Хосе Веласкес, (также преподаватель) историк (1993—1994).